# Krusader
Krusader é um avançado gestor de ficheiros (gerenciador de arquivos) de duplo painel (estilo commander) para o KDE, semelhante ao Midnight Commander (Linux) ou Total Commander (Windows), com muitos extras. Fornece todas características de gerenciamento de ficheiros  que você poderá desejar. Suporta gerenciamento extensivo de arquivamento, suporte para montar sistems de ficheiros, FTP, módulo de procura avançado, visualizador/editor, sincronização de directórios, comparação de conteúdos de ficheiros, poderosa renomeação múltipla de ficheiros e muito muito mais.
Suporta os seguintes formatos de arquivos: tar, ZIP, bzip2, gzip, RAR, ace, ARJ, LHA e RPM e pode suportar outros KIOSlaves como o smb ou fish. É (quase) completamente customizável, muito fácil de utilizar, rápido e fica muito bem no teu desktop!
Gestores de ficheiros de duplo painel são também conhecidos como OFM ou Orthodox File Managers. A sua vantagem sobre os clássicos gestores de ficheiros de uma só janela é a capacidade de usar o teclado para o gerenciamento de ficheiros. Na sua essência é semelhante a tocar piano. Fica-se tão familiar com as posições básicas das teclas que a maior parte das tarefas são feitas de olhos fechados.
Krusader é publicado sobre a GNU General Public License.
Plataformas suportadas:
- POSIX (Linux/BSD/UNIX-like OSes), Solaris
- todas as BSD Platformas (FreeBSD/NetBSD/OpenBSD/Apple macOS).

O Krusader não precisa do KDE gestor de janelas para correr no seu computador mas o ambiente natural do Krusader é o KDE, porque depende dos serviços oferecidos pelas bibliotecas base do KDE. Somente algumas bibliotecas partilhadas são necessárias como por ex. bibliotecas KDE, Qt™ librarias, etc. Isto significa que o Krusader corre no GNOME, AfterStep, Xfce e outros gestores de janelas desde que as bibliotecas necessárias estejam instaladas no seu computador. Isto tudo não é um problema já que o mundo do apt-get resolve estas dependências automaticamente.

## História
O Krusader foi fundado[ligação inativa] em Maio 2000 por Shie Erlich e Rafi Yanai, porque Total Commander não estava disponível para Linux. Shie e Rafi escolheram o toolkit QT e KDevelop para escreverem o software. Eles criaram o primeiro Krusader Website,  mais tarde Dirk Eschler tornou-se o webmaster. Dirk conseguiu dar ao Krusader o website que ele merecia. Krusader-M1 (Milestone 1) foi o primeiro lançamento beta para o KDE2 (Kleopatra 1.91), infelizmente o código fonte perdeu-se. Uma release overview está disponível. O projecto Krusader cresceu e em 2005  já existiam 10 membros na Equipe Krusader.